# Kyliane Dong
Kyliane Dong (Évry-Courcouronnes, 27 settembre 2004) è un calciatore francese, attaccante del Troyes.

## Carriera

### Club
Prodotto delle giovanile di Fleury 91 e Troyes, ha iniziato la sua carriera da professionista con la squadra riserve nel 2021. Ha firmato il suo primo contratto da professionista con il club il 16 giugno 2022, della durata di 3 anni. Ha esordito professionalmente con il Troyes nella sconfitta per 3-2 in Ligue 1 contro il Montpellier il 7 agosto 2022.

### Nazionale
Ha giocato nella nazionale francese Under-20.

## Statistiche

### Presenze e reti nei club
Statistiche aggiornate al 10 gennaio 2025.
| Stagione        | Squadra         | Campionato      | Campionato | Campionato | Coppe nazionali | Coppe nazionali | Coppe nazionali | Coppe continentali | Coppe continentali | Coppe continentali | Altre coppe | Altre coppe | Altre coppe | Totale | Totale |
| Stagione        | Squadra         | Comp            | Pres       | Reti       | Comp            | Pres            | Reti            | Comp               | Pres               | Reti               | Comp        | Pres        | Reti        | Pres   | Reti   |
| --------------- | --------------- | --------------- | ---------- | ---------- | --------------- | --------------- | --------------- | ------------------ | ------------------ | ------------------ | ----------- | ----------- | ----------- | ------ | ------ |
| 2021-2022       | Troyes 2        | N3              | 9          | 0          | -               | -               | -               | -                  | -                  | -                  | -           | -           | -           | 9      | 0      |
| 2022-2023       | Troyes 2        | N3              | 14         | 1          | -               | -               | -               | -                  | -                  | -                  | -           | -           | -           | 14     | 1      |
| 2023-2024       | Troyes 2        | N3              | 4          | 2          | -               | -               | -               | -                  | -                  | -                  | -           | -           | -           | 4      | 2      |
| Totale Troyes 2 | Totale Troyes 2 | Totale Troyes 2 | 27         | 3          |                 | -               | -               |                    | -                  | -                  |             | -           | -           | 27     | 3      |
| 2022-2023       | Troyes          | L1              | 6          | 0          | CF              | 1               | 0               | -                  | -                  | -                  | -           | -           | -           | 7      | 0      |
| 2023-2024       | Troyes          | L2              | 30         | 3          | CF              | 0               | 0               | -                  | -                  | -                  | -           | -           | -           | 30     | 3      |
| 2024-2025       | Troyes          | L2              | 15         | 1          | CF              | 3               | 0               | -                  | -                  | -                  | -           | -           | -           | 18     | 1      |
| Totale Troyes   | Totale Troyes   | Totale Troyes   | 51         | 4          |                 | 4               | 0               |                    | -                  | -                  |             | -           | -           | 55     | 4      |
| Totale carriera | Totale carriera | Totale carriera | 78         | 7          |                 | 4               | 0               |                    | -                  | -                  |             | -           | -           | 82     | 7      |